# Franco Montanari
Franco Montanari (* 24. Mai 1950 in Sannazzaro de’ Burgondi, Lombardei) ist ein italienischer Altphilologe.

## Leben
Nach dem Besuch des Liceo in Pavia studierte Montanari bis 1973 an der Scuola Normale Superiore in Pisa. Von 1977 bis 1983 lehrte er als professore incaricato (Hochschuldozent) für byzantinische Philologie, von 1983 bis 1986 als außerordentlicher Professor griechische Grammatik. 1986 wechselte er als ordentlicher Professor für griechische Sprache und Literatur an die Universität Genua, wo er seither in Lehre und Forschung aktiv ist.
Montanaris Forschungsarbeit konzentriert sich auf die antike Homerphilologie und die Rezeption der homerischen Epen. Unter Mitarbeit von Ivan Garofalo und Daniela Manetti veröffentlichte er 1995 ein griechisch-italienisches Wörterbuch, das seither als Standardwerk gilt und ins Englische und Deutsche übersetzt wurde. Als Organisator der Altertumswissenschaft betätigt er sich auf internationaler Ebene: Er ist Vorstandsmitglied und Schatzmeister der Fédération Internationale des Associations d’Études Classiques (FIEC), Leiter der Genueser Zweigstelle der Année philologique und Mitglied in zahlreichen nationalen und internationalen Forschungsverbünden.
Im Mai 2010 wurde er von der Aristoteles-Universität Thessaloniki zum Doctor honoris causa, im Juni 2010 zum korrespondierenden Mitglied und im Juni 2018 zum auswärtigen Mitglied von der Akademie von Athen ernannt. 2022 wurde Montanari zum Mitglied der Academia Europaea gewählt.

## Schriften (Auswahl)
- Studi di filologia omerica antica I. Giardini, Pisa 1979.
- Introduzione a Omero. Con un’appendice su Esiodo. Sansoni Editore, Florenz 1990.
- als Herausgeber: La poesia latina. Forme, autori, problemi. La Nuova Italia Scientifica, Rom 1991.
- Studi di filologia omerica antica II. Giardini, Pisa 1995.
- als Herausgeber  in Zusammenarbeit mit Ivan Garofalo und Daniela Manetti: GI – Vocabolario della lingua greca. Loescher, Turin 1995; 2., erweiterte und überarbeitete Auflage 2006; 3. Auflage 2013.
  - Englische Ausgabe der 3. Auflage: The Brill Dictionary of Ancient Greek. Edited by Madeleine Goh and Chad Schroeder, under the auspices of the Center for Hellenic Studies. Advisory Editors: Gregory Nagy and Leonard Muellner. Brill, Leiden 2014.
  - Deutsche Ausgabe: Franco Montanari, GD – Wörterbuch Altgriechisch–Deutsch. Herausgegeben von Michael Meier-Brügger und Paul Dräger. De Gruyter, Berlin 2023.
- Prima lezione di letteratura greca. Laterza, Rom/Bari 2003.
- mit Fausto Montana: Storia della letteratura greca. Dalle origini all’età imperiale. Laterza, Rom/Bari 2010, ISBN 978-88-420-9307-7.
- als Herausgeber mit Fausto Montana und Lara Pagani: Lexicon of Greek Grammarians of Antiquity.  Brill Online 2018.
- In the Company of Many Good Poets. Collected Papers. Edited by Antonios Rengakos. Volume I: Ancient scholarship. Volume II: Ancient Authors. De Gruyter, Berlin 2023.